# Briganti (film 1996)
Briganti è un film del 1996 diretto da Otar Ioseliani.
La pellicola ha vinto il Leone d'argento - Gran premio della giuria alla 53ª Mostra internazionale d'arte cinematografica di Venezia.

## Trama
Il film racconta su diversi piani temporali la vicenda di Vano, invidiato sovrano in epoca medievale, comunista in carriera nell'Unione Sovietica e infine spettatore della guerra civile in Georgia.

## Riconoscimenti
- 53ª Mostra internazionale d'arte cinematografica di Venezia: Leone d'argento